# Транему (община)
Община Транему (на шведски: Tranemo kommun) е разположена в лен Вестра Йоталанд, югозападна Швеция с обща площ 782 km2 и население 11 531 души (към 31 декември 2013). Административен център на община Транему е едноименния град Транему.